# Hilairita
La hilairita és un mineral de la classe dels silicats, que pertany i dona nom al grup de la hilairita. Rep el nom del mont Saint-Hilaire, al Canadà, on es troba la seva localitat tipus.

## Característiques
La hilairita és un silicat de fórmula química Na₂ZrSi₃O₉(H₂O)₃. Va ser aprovada com a espècie vàlida per l'Associació Mineralògica Internacional l'any 1974. Cristal·litza en el sistema trigonal. La seva duresa a l'escala de Mohs és 4,5.
Segons la classificació de Nickel-Strunz, la hilairita pertany a «09.DM - Inosilicats amb 6 cadenes senzilles periòdiques» juntament amb els següents minerals: stokesita, calciohilairita, komkovita, sazykinaïta-(Y), pyatenkoïta-(Y), gaidonnayita, georgechaoïta, chkalovita, vlasovita, revdita, scheuchzerita i terskita.

## Formació i jaciments
Va ser descoberta a la pedrera Poudrette, situada al mont Saint-Hilaire, dins el municipi regional de comtat de La Vallée-du-Richelieu, a Montérégie (Quebec, Canadà). També ha estat descrita en altres indrets del Canadà, el Brasil, Noruega, Portugal, Namíbia, Sud-àfrica, Rússia i l'Índia.